# Cosmos 672
Cosmos 672 fue el nombre dado a la segunda misión de prueba no tripulada de una nave Soyuz 7K-TM en el contexto del programa conjunto Apolo-Soyuz. Fue lanzada el 12 de agosto de 1974 desde el cosmódromo de Baikonur.
El lanzamiento tuvo lugar correctamente y la nave fue insertada en una órbita con un perigeo de 222 km y un apogeo de 226 km, con una inclinación orbital de 51,7 grados y un período orbital de 89,9 minutos. La nave realizó diversas maniobras en órbita con un delta V total de 39 m/s. Tras 5,94 días en órbita la cápsula fue recuperada el 18 de agosto de 1974 a las 5:02 GMT.